# 정다포체
정폴리토프(Regular polytope)는 각 면이 정칙 폴리토프여서 최대의 대칭을 가진 폴리토프다.
단체, 초입방체, 정축체만이 모든 차원에서 존재한다.(단체는 정사면체의 확장, 초입방체는 정육면체의 확장, 정축체는 정팔면체의 확장이다.)

## 같이 보기
- 존슨의 다면체
- 바르털 레인더르트 판데르바르던